# Festival de Cans
El Festival de Cans és un festival de curtmetratges que se celebra anualment a la parròquia de Cans, al municipi d'O Porriño, Pontevedra, Galícia. Coincideix en dates amb el Festival de Canes, a finals de maig, i la idea de crear-lo va sorgir de la similitud entre els noms d'ambdues localitats. La primera edició es va celebrar l'any 2004 i des de llavors el seu èxit i repercussió han anat en augment.

## Història
El festival va néixer l'any 2004 per iniciativa dels membres de l'Associació Cultural Arela, que van voler crear un espai alternatiu i divertit on es donessin cita anualment els millors creadors de curts del panorama gallec. Des d'aquesta primera edició el festival va comptar amb un important reconeixement per part de la premsa i amb l'assistència i participació de personatges destacats del món del cinema. En cada edició el seu èxit i rellevància han anat en augment.

## Característiques
Se centra sobretot en els curtmetratges, encara que des de la quarta edició té també una secció de videoclips, projecció de llargmetratges i documentals. A més es programen altres activitats paral·leles com concerts, festes temàtiques, etc. Està organitzat per l'Associació Cultural Arela i els veïns i veïnes de Cans, sota la coordinació del guionista Alfonso Pato.
Una de les singularitats més característiques del festival són els espais on tenen lloc les projeccions: locals que durant la resta de l'any compleixen altres funcions com a cellers, estables o baixos que són propietat dels veïns. D'aquesta manera aconsegueixen un dels objectius del festival, que és apropar el curtmetratge a un públic que normalment no té accés a aquestes formes de creació.
L'«agroglamour», terme encunyat ja des de la primera edició, resumeix l'esperit del Festival de Cans i es podria considerar l'antítesi del glamour de festivals com el de Canes.
Cada any els curtmetratges guanyadors a Cans es projecten en diverses localitats gallegues i diferents ciutats i festivals del món: ja es van projectar a Lisboa, Porto, Madrid, Barcelona, Bristol, la Haia, Brussel·les, París, Dournenez o el Sàhara Occidental, entre d'altres.
Pel Festival de Cans han passat, com a convidats, premiats o participants en els col·loquis, Isabel Coixet, Juanma Sota Ulloa, Fernando León, Manuel Martín Cuenca, Patricia Ferreira, Luis Tosar, Tristán Ulloa, Mabel Rivera, María Pujalte, José Sacristán, Xoel López, Kiko Veneno, Iván Ferreiro, Coque Malla, Javier Krahe, Manuel Rivas, Lucía Echevarría, Suso de Toro, El Gran Wyoming, Teté Delgado, Antonio Durán "Morris" i Emma Suárez, entre d'altres.
El 2009 va rebre el Premi de la Crítica Galícia, en la secció Iniciatives culturals. El 2011 la Diputació de Pontevedra li va concedir al festival el Premi Provincial a la Cultura en la categoria d'Innovació i Avantguarda. El 2013 va rebre el Premi Internacional Ateneu d'Ourense al Foment de la Cultura.